# Umbrello
Umbrello UML Modeller – darmowy program komputerowy służący do tworzenia diagramów UML, dostępny dla systemów typu Unix. Jest częścią środowiska graficznego KDE i udostępniany jest na licencji GNU General Public License.

## Obsługiwane języki programowania
- C++
- Java
- C#
- PHP
- JavaScript
- ActionScript
- SQL
- Pascal
- Ada
- Python
- IDL
- XML Schema
- Perl
- Ruby
- Tcl